# Liste der Gouverneure von Okinawa
Die Liste der Gouverneure von Okinawa enthält alle Gouverneure der Präfektur Okinawa sowie außerdem die „Verwaltungschefs“ (jap. gyōsei shuseki, engl. Chief Executive) der „Regierung der Ryūkyū-Inseln“ (Ryūkyū seifu, Government of the Ryukyu Islands), dem zivilen Arm der US-Militärverwaltung.

## Präfektur Okinawa 1879–1945
| #                                                  | Name               | Amtszeit                      | Herkunft  |
| -------------------------------------------------- | ------------------ | ----------------------------- | --------- |
| Gouverneure der Präfektur Okinawa Okinawa-kenrei   |                    |                               |           |
| 1                                                  | Nabeshima Naoyoshi | 19. Mai 1879 – 18. Mai 1881   | Hizen     |
| 2                                                  | Uesugi Mochinori   | 18. Mai 1881 – 22. Apr. 1883  | Dewa      |
| 3                                                  | Iwamura Michitoshi | 22. Apr. 1883 – 21. Dez. 1883 | Tosa      |
| 4                                                  | Nishimura Sutezō   | 21. Dez. 1883 – 27. Apr. 1886 | Ōmi       |
| 5                                                  | Ōsako Sadakiyo     | 27. Apr. 1886 – 19. Juli 1886 | Satsuma   |
| Gouverneure der Präfektur Okinawa Okinawa-kenchiji |                    |                               |           |
| 1                                                  | Ōsako Sadakiyo     | 19. Juli 1886 – 14. Apr. 1887 | Satsuma   |
| 2                                                  | Fukuhara Minoru    | 14. Apr. 1887 – 18. Sep. 1888 | Yamaguchi |
| 3                                                  | Maruoka Kanji      | 18. Sep. 1888 – 20. Juli 1892 | Kōchi     |
| 4                                                  | Narahara Shigeru   | 20. Juli 1892 – 6. Apr. 1908  | Kagoshima |
| 5                                                  | Hibi Shigeaki      | 6. Apr. 1908 – 1. Juni 1913   | Mie       |
| 6                                                  | Takahashi Takuya   | 1. Juni 1913 – 9. Juni 1914   | Hiroshima |
| 7                                                  | Ōaji Hisagorō      | 9. Juni 1914 – 28. Apr. 1916  |           |
| 8                                                  | Odagiri Iwatarō    | 28. Apr. 1916 – 4. Mai 1916   | Nagano    |
| 9                                                  | Suzuki Kuniyoshi   | 4. Mai 1916 – 18. Apr. 1919   |           |
| 10                                                 | Kawagoe Sōsuke     | 18. Apr. 1919 – 27. Mai 1921  | Kagoshima |
| 11                                                 | Wada Jun           | 27. Mai 1921 – 25. Okt. 1923  |           |
| 12                                                 | Iwamoto Ki         | 25. Okt. 1923 – 24. Juni 1924 | Kagoshima |
| 13                                                 | Kamei Mitsumasa    | 24. Juni 1924 – 28. Sep. 1926 |           |
| 14                                                 | Imajuku Tsugio     | 28. Sep. 1926 – 7. Mai 1927   |           |
| 15                                                 | Iio Tōjirō         | 7. Mai 1927 – 26. Dez. 1928   |           |
| 16                                                 | Hosokawa Chōhei    | 26. Dez. 1928 – 5. Juli 1929  |           |
| 17                                                 | Moriya Masao       | 5. Juli 1929 – 26. Aug. 1930  |           |
| 18                                                 | Ino Jirō           | 26. Aug. 1930 – 28. Juni 1935 | Gunma     |
| 19                                                 | Kurashige Hisashi  | 28. Juni 1935 – 24. Juni 1938 |           |
| 20                                                 | Fuchigami Fusatarō | 24. Juni 1938 – 7. Jan. 1941  |           |
| 21                                                 | Hayakawa Hajime    | 7. Jan. 1941 – 1. Juli 1943   |           |
| 22                                                 | Izumi Shuki        | 1. Juli 1943 – 12. Jan. 1945  | Yamanashi |
| 22                                                 | Shimada Akira      | 12. Jan. 1945 – Juni 1945     | Hyōgo     |

## US-Militärverwaltung 1945–1972
| # | Name           | Amtszeit                      | Herkunft | (Militär-)Gouverneure/ Hochkommissare                                                                  |
| --- | -------------- | ----------------------------- | -------- | --- |
| Vorsitzender des Konsultativrates Okinawa Okinawa-shijunkai-iinchō Okinawa Advisory Council Chair |                |                               |          | |
| 1 | Shikiya Kōshin | 20. Aug. 1945 – 24. Apr. 1946 | Okinawa  | GA Douglas MacArthur                                                                                   |
| Gouverneur der Zivilregierung Okinawa Okinawa-minseifu-chiji Governor of the Okinawa Civilian Administration                                                                                                   |                |                               |          | |
| 1 | Shikiya Kōshin | 24. Apr. 1946 – 3. Nov. 1950  | Okinawa  | GA Douglas MacArthur                                                                                   |
| Gouverneur der Regierung des Okinawa-Archipels Okinawa-guntō-seifu-chiji Governor of Okinawa Gunto (vom Volk gewählt)                                                                                          |                |                               |          | |
| 1 | Taira Tatsuo   | 4. Nov. 1950 – 31. März 1951  | Okinawa  | (GA Douglas MacArthur)                                                                                 |
| Verwaltungschef der außerordentlichen Zentralregierung Ryūkyū rinji-Ryūkyū-chūō-seifu-gyōsei-shuseki Chief Executive of the Ryukyu Provisional Central Government                                              |                |                               |          | |
| 1 | Higa Shōhei    | 1. Apr. 1951 – 31. März 1952  | Okinawa  | GEN Matthew B. Ridgway                                                                                 |
| Verwaltungschef der Regierung Ryūkyū Ryūkyū-seifu-gyōsei-shuseki Chief Executive of the Ryukyu Government (ab 1957 Ernennung mit Konsultation des Rippōin, ab 1965 vom Rippōin gewählt, 1968 vom Volk gewählt) |                |                               |          | |
| 1 | Higa Shōhei    | 1. Apr. 1952 – 25. Okt. 1956  | Okinawa  | GEN Matthew B. Ridgway GEN Mark W. Clark GEN John E. Hull GEN Maxwell D. Taylor GEN Lyman L. Lemnitzer |
| 2 | Tōma Jūgō      | 11. Nov. 1956 – 10. Nov. 1959 | Okinawa  | GEN Lyman L. Lemnitzer LTG James Edward Moore LTG Donald Prentice Booth                                |
| 3 | Ōta Seisaku    | 11. Nov. 1959 – 31. Okt. 1964 | Okinawa  | LTG Donald Prentice Booth LTG Paul Caraway LTG Albert Watson II                                        |
| 4 | Matsuoka Seiho | 31. Okt. 1964 – 30. Nov. 1968 | Okinawa  | LTG Albert Watson II (LTG Ferdinand Thomas Unger)                                                      |
| 5 | Yara Chōbyō    | 1. Dez. 1968 – 14. Mai 1972   | Okinawa  | (LTG Ferdinand Thomas Unger) (LTG James Benjamin Lampert)                                              |

## Präfektur Okinawa seit 1972
| #                                                                     | Name                           | Amtszeit                      | Herkunft | Unterstützerparteien                                                  |
| --------------------------------------------------------------------- | ------------------------------ | ----------------------------- | -------- | --------------------------------------------------------------------- |
| (Gewählte) Gouverneure der Präfektur Okinawa (kōsen) Okinawa-kenchiji |                                |                               |          |                                                                       |
| 1                                                                     | Yara Chōbyō                    | 15. Mai 1972 – 24. Juni 1976  | Okinawa  | Okinawa Shakai Taishūtō, SPJ, KPJ                                     |
| 2                                                                     | Taira Kōichi                   | 25. Juni 1976 – 23. Nov. 1978 | Okinawa  | Okinawa Shakai Taishūtō, SPJ, KPJ, Kōmeitō                            |
| 3                                                                     | Nishime Junji                  | 10. Dez. 1978 – 9. Dez. 1982  | Okinawa  | LDP, DSP, Neuer Liberaler Klub, „Sozialdemokratischer Bund“           |
| 3                                                                     | Nishime Junji                  | 10. Dez. 1982 – 9. Dez. 1986  | Okinawa  |                                                                       |
| 3                                                                     | Nishime Junji                  | 10. Dez. 1986 – 9. Dez. 1990  | Okinawa  |                                                                       |
| 4                                                                     | Ōta Masahide                   | 10. Dez. 1990 – 9. Dez. 1994  | Okinawa  | Okinawa Shakai Taishūtō, SPJ, KPJ                                     |
| 4                                                                     | Ōta Masahide                   | 10. Dez. 1994 – 9. Dez. 1998  | Okinawa  | Okinawa Shakai Taishūtō, SPJ, KPJ, Neue Japan-Partei                  |
| 5                                                                     | Inamine Keiichi                | 10. Dez. 1998 – 9. Dez. 2002  | Dalian   | LDP, Shinshin Okinawa, Sport- und Friedenspartei                      |
| 5                                                                     | Inamine Keiichi                | 10. Dez. 2002 – 9. Dez. 2006  | Dalian   | LDP, Kōmeitō, Konservative Partei                                     |
| 6                                                                     | Nakaima Hirokazu               | 10. Dez. 2006 – 9. Dez. 2010  | Osaka    | LDP, Kōmeitō                                                          |
| 6                                                                     | Nakaima Hirokazu               | 10. Dez. 2010 – 9. Dez. 2014  | Osaka    | LDP, Kōmeitō, Minna no Tō                                             |
| 7                                                                     | Onaga Takeshi                  | 10. Dez. 2014 – 8. Aug. 2018  | Okinawa  | KPJ, Okinawa Shakai Taishūtō, SDP, Seikatsu no Tō                     |
| 8                                                                     | Denny Tamaki [Tamaki Yasuhiro] | 4. Okt. 2018 –                | Okinawa  | KDP, Demokratische Volkspartei, KPJ, LP, SDP, Okinawa Shakai Taishūtō |